# Kelvin Kiptum
Kelvin Kiptum Cheruiyot (født 2. december 1999, død 11. februar 2024) var en kenyansk atletikudøver (langdistanceløber) og ved sin død indehaver af verdensrekorden i maratonløb. Han var den eneste løber i historien, der havde løbet et maratonløb på under to timer og ét minut i et rekordberettiget løb, og han løb tre af de syv hurtigste maratonløb i historien.
I sin debut som maratonløber vandt Kiptum i Valencia i 2022 og blev i den forbindelse den blot tredje mand i historien til at løbe hurtigere end to timer og to minutter. Fire måneder senere vandt han London Marathon i verdens næsthurtigste tid nogensinde med 2.01.25 timer. I oktober samme år satte han sin verdensrekord med 2.00.35 timer i Chicago Marathon.
Kiptum omkom i hjemlandet Kenya i en trafikulykke, der også kostede hans træner, Gervais Hakizimana, livet, mens en 24-årig kvinde blev hårdt kvæstet. Ifølge det lokale politi mistede Kiptum tilsyneladende kontrollen over bilen, der skred ud, kørte ned i en grøft og derpå kolliderede med et træ.